# Cladopelma viridulum
Cladopelma viridulum is een muggensoort uit de familie van de dansmuggen (Chironomidae). De wetenschappelijke naam is gepubliceerd in 1758 door Linnaeus in de tiende editie van Systema naturae.